# Hieracium arevacorum
Hieracium arevacorum é uma espécie de planta com flor pertencente à família Asteraceae. 
A autoridade científica da espécie é Mateo, tendo sido publicada em Flora Montiber. 34: 40 (-41; fig.). 2006.

## Portugal
Trata-se de uma espécie presente no território português, nomeadamente em Portugal Continental.
Em termos de naturalidade é nativa da região atrás indicada.

## Protecção
Não se encontra protegida por legislação portuguesa ou da Comunidade Europeia.